# عزلة بني جبر (صنعاء)

تعديل مصدري - تعديل

عزلة بني جبر هي إحدى عزل مديرية الطيال في محافظة صنعاء اليمنية ويبلغ تعداد سكانها 10818 نسمة حسب التعداد السكاني في اليمن لعام 2004.